# Drobnonogi
Drobnonogi (Symphyla) – niewielka gromada żyjących w ziemi wijów. Osiągają rozmiar ok. 2-10 mm.
Przedstawiciele tej gromady rodzą się z ok. 6 parami odnóży, podczas gdy dorosły drobnonóg ma ich 12 par. Ciało bezbarwne. Drobnonogi żyją w ziemi i są detrytofagami – czyli organizmami żywiącymi się martwą materią organiczną. Są to organizmy o szczątkowych narządach zmysłów, kompletnie ślepe. Chętnie grupują się, a w metrze kwadratowym gleby można odnaleźć do pięciu tysięcy drobnonogów.

## Systematyka
Około 160 znanych gatunków grupuje się w dwóch rodzinach:
- Scutigerellidae
- Scolopendrellidae